# Désiré Martin
Pour les articles homonymes, voir Martin.
Pierre André Désiré Martin, né le 7 janvier 1822 à Rouen où il est mort le 14 septembre 1894, est un inventeur français.
Il fait ses études à l'École centrale des arts et manufactures. Il est domicilié 22 rue de Carville puis, à partir de 1854, 3 rue Étoupée à Rouen. En 1860, il invente le frein à air comprimé qui équipe aujourd’hui tous les trains du monde. Il ne parvient pas à convaincre les chemins de fer français d’utiliser son invention. Cela se fera dix-sept ans plus tard (et plus chèrement) lorsque la société américaine Westinghouse fera main basse sur le brevet entré dans le domaine public. Désiré Martin est mort dans la misère.
Il est le père de l'architecte rouennais René André Martin.
Une rue de Rouen porte son nom.
Le sculpteur Alphonse Guilloux réalisa son buste en 1907.